# 斯特凡诺·佩斯基耶拉
斯特凡诺·佩斯基耶拉（義大利語：Stefano Peschiera，1995年1月16日—），秘鲁男子帆船运动员。他曾代表秘鲁参加2016年、2020年和2024年夏季奥林匹克运动会帆船比赛，其中2024年奥运会获得一枚铜牌。